# Burg Peperburg
Die Peperburg (auch Pepperburg, früher Burg Gevore) ist die Ruine einer Höhenburg auf 293 m ü. NN im Ortsteil Grevenbrück (früher: Förde) der Stadt Lennestadt im Kreis Olpe.

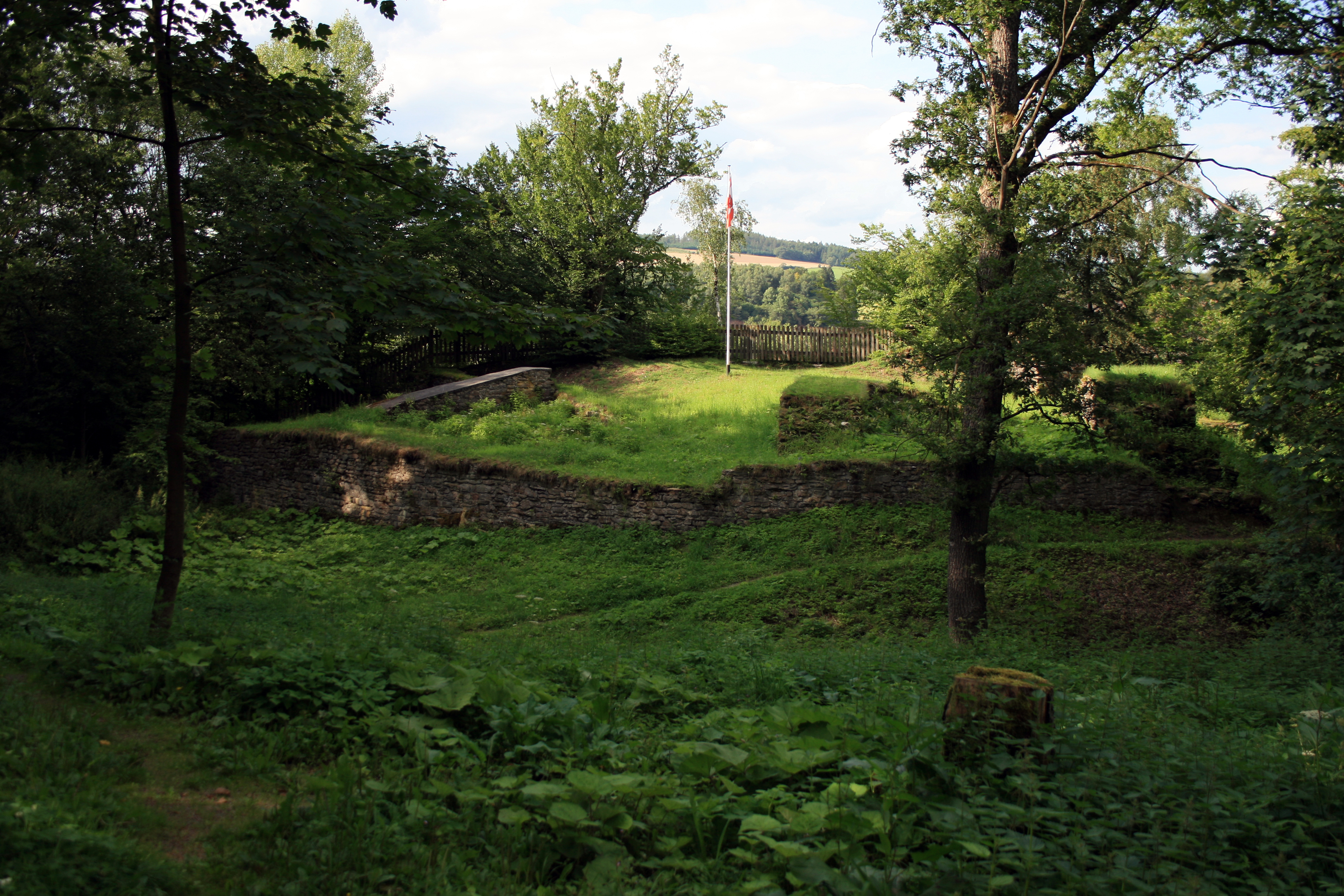
Blick nach Norden über den Burggraben zur ehemaligen Hauptburg

## Geographie
Die ehemalige Burganlage liegt auf einem südöstlichen Spornzug des dicht bewaldeten Berges Breiter Hagen, der dort als Naturschutzgebiet Breiter Hagen ausgewiesen ist. Nördlich befindet sich der Zusammenfluss von Veischede und Lenne.

## Geschichte
Bei der Burg handelt es sich um den Stammsitz der Edelherren von Gevore, die damals auch Burg Gevore genannt wurde. Sie liegt in der Nähe der Lennefurt, durch die Heidenstraße und Römerweg führten. Die Burg wurde seit der ersten Hälfte des 12. Jahrhunderts genutzt und auch nach dem Umzug ihrer Besitzer auf die Burg Bilstein bis Ende des 13. Jahrhunderts bewohnt. Der Hauptteil wurde im 19. Jahrhundert bei Steinbrucharbeiten zerstört. Heute sind nur noch die Grundmauern des südlichen Burgteils erhalten. Der ehemalige Steinbruchbereich zählt zu der Auswahl von 43 Orten in Südwestfalen, die im März 2019 von Vertretern des Sauerland-Tourismus auf der Internationalen Tourismusbörse in Berlin als besonders beliebte Wanderziele (Seelenorte) vorgestellt worden sind.

### 12. und 13. Jahrhundert
Aus Gebietsteilen der Grafen von Werl und der Rheinischen Pfalzgrafen entstand im südlichen Sauerland eine neue Grafschaft. Ursprünglich gehörte sie den Herren von Rüdenberg, die sie den Herren von Gevore (später von Bilstein) verlehnten. Der Verwaltungs- und Herrensitz der Grafschaft war die Burg Gevore.
Die ursprüngliche Größe der Kernburg ist unbekannt, sie muss aber zumindest eine dreifache Ausdehnung des heute erhaltenen Areals gehabt haben. Die Kernburg war von einer zwei Meter breiten Ringmauer umschlossen. Vorgelagert war ein in den Felsen eingetiefter, 14 Meter breiter Burggraben. Die im Inneren an die Ringmauer angeschlossenen Bauten sind mehrfach umgebaute Wirtschaftsgebäude und Türme, die erst in der zweiten Hälfte des 12. Jahrhunderts errichtet wurden.
Die erste schriftliche Urkunde, die von einem Burgherrn Henricus nobilis de gevore berichtet, datiert aus dem Jahr 1141. Heinrich I. von Gevore († 1172) war mit der Tochter des Grafen Konrad von Rüdenberg verheiratet, der sich im Zweiten Kreuzzug ausgezeichnet hatte.
In der Zeit von 1172 bis 1220 wird Heinrich II. von Gevore in zahlreichen Urkunden genannt, ein Sohn Heinrichs I. von Gevore. Er war verheiratet mit Irmgard von Arnsberg, einer Tochter des Grafen Heinrich I. von Arnsberg und seiner Ehefrau Emmengard von Freusberg. Er wird häufig in Verbindung mit den Grafen von Westphalen, den Edelherren von Rüdenberg und dem Erzbischof von Köln genannt.
Um 1220 scheint Dietrich von Förde seinen Wohnsitz nach Burg Bilstein verlegt zu haben. Auf der Peperburg verblieb ein Oheim desselben, Bernhard von Förde, der mit der Tochter des Vogts Reimbold von Grafschaft zwei Söhne hatte: Dietrich und Reimbold von Förde (1220 in einer Geseker Urkunde erwähnt). Von Reimbold von Förde und einer Erbtochter des Vogts Widekind von Hundem scheinen die Herren von Hundem genannt Pepersack abzustammen, deren Stammreihe mit den seit 1292 nachweisbaren Brüdern Widekind und Reimbold Pepersack beginnt.

### 14. Jahrhundert
Anfang 1352 begann eine neue Fehde zwischen Graf Engelbert III. von der Mark mit Graf Gottfried IV. von Arnsberg, in der Vorgenannter Ansprüche auf Fredeburg geltend machte. Daraufhin befestigte Gottfried IV. die Burg Gevore im Jahr 1354 wieder. Das behagte vermutlich Engelbert III. nicht, und er zerstörte die Burg Gevore im Jahr 1355. Nachdem die Herrschaft Bilstein an die Grafen von der Mark gelangte, trieben diese die Herren von Pepersack weiter in die Verarmung. Ihre Macht im Gebiet an der Lenne war gebrochen, und sie verkauften nach und nach ihre restlichen Besitzungen.
1381 und 1402 bezeugte Johan Pepersack den Verkauf der Hälfte der Freigrafschaft Hundem an die Brüder Wilhelm und Heinrich Vogt von Elspe durch Wilhelm von Ole. Die Herren von Rüdenberg hatten anscheinend die Zweiglinie von Hundem vorher mit der Peperburg und einem Teil seines Eigentums belehnt: 1384 verkaufen die Brüder Conrad und Hinrik von Rüdenberg, Söhne des Goswin, ihr gesamtes lehnbares Eigentum an der Freigrafschaft Hundem an Wilhelm Vogt von Elspe und Johann von Plettenberg genannt Hedemolen.. Die bisherigen Lehensträger, darunter Hinrik von Drolshagen und „de Pepersecke“ werden an die Käufer verwiesen. Zeugen: Ritter Konrad der Vrede, Knappe Godert von Hanxleden. Damit wechselte der Besitz der Freigrafschaft Hundem, jedoch blieben die Herren von Pepersack und auch Hinrik von Drolshagen, der möglicherweise sein Amtmann war, noch in ihren Ämtern. Erst 1385 in vigilia nativitatis b. Joannis Baptiste (VI. 23) entlassen die Brüder Konrad und Heinrich von Rüdenberg den Heinrich von Heygen, welcher vermutlich der Nachfolger des vorgenannten Amtmanns war, und Wilm Pepersack, welche die Grafschaft Hundem von ihnen zu Lehen empfangen hatten, ihrer Eide und weisen sie zur neuen Belehnung an Johann von Plettenbert anders genannt Heydemolle und Wilhelm von Elsepe, Voget genannt. Mit dieser Entlassung waren beide, von Heygen und Pepersack, ihrer Ämter in der Freigrafschaft entledigt.
Aus zahlreichen Besitzveränderungen ist ersichtlich, dass die Familie immer mehr verarmte und die politische Wende gegen die von Pepersack eingeleitet war. Sogar der Pfalzgraf Ruprecht II. sicherte sich durch einen Vertrag 1395 das Haus Bamenohl als Offenhaus und tat gleiches mit den Vögten von Elspe, Heydenreich von Heygen und Heinrich von Duseschuren über die Burg Borghausen.

### 15. Jahrhundert
Die erbberechtigte Tochter Alheid von Hundemen gen. Pepersack zu Pepperburg heiratete 1432 den Fr. Wilm Vogt von Elspe. Sie wohnte der Urkunde nach noch auf der Peperburg und siedelte später auf die nur einen Kilometer entfernte Burg Borghausen über. Aus dieser Ehe stammten die Kinder Wilhelm, Cord und Godert welche sich daher Vogt von Elspe gen. Pepersack nennen. Diese Linie der Vögte von Elspe wohnten damals zu Borghausen.

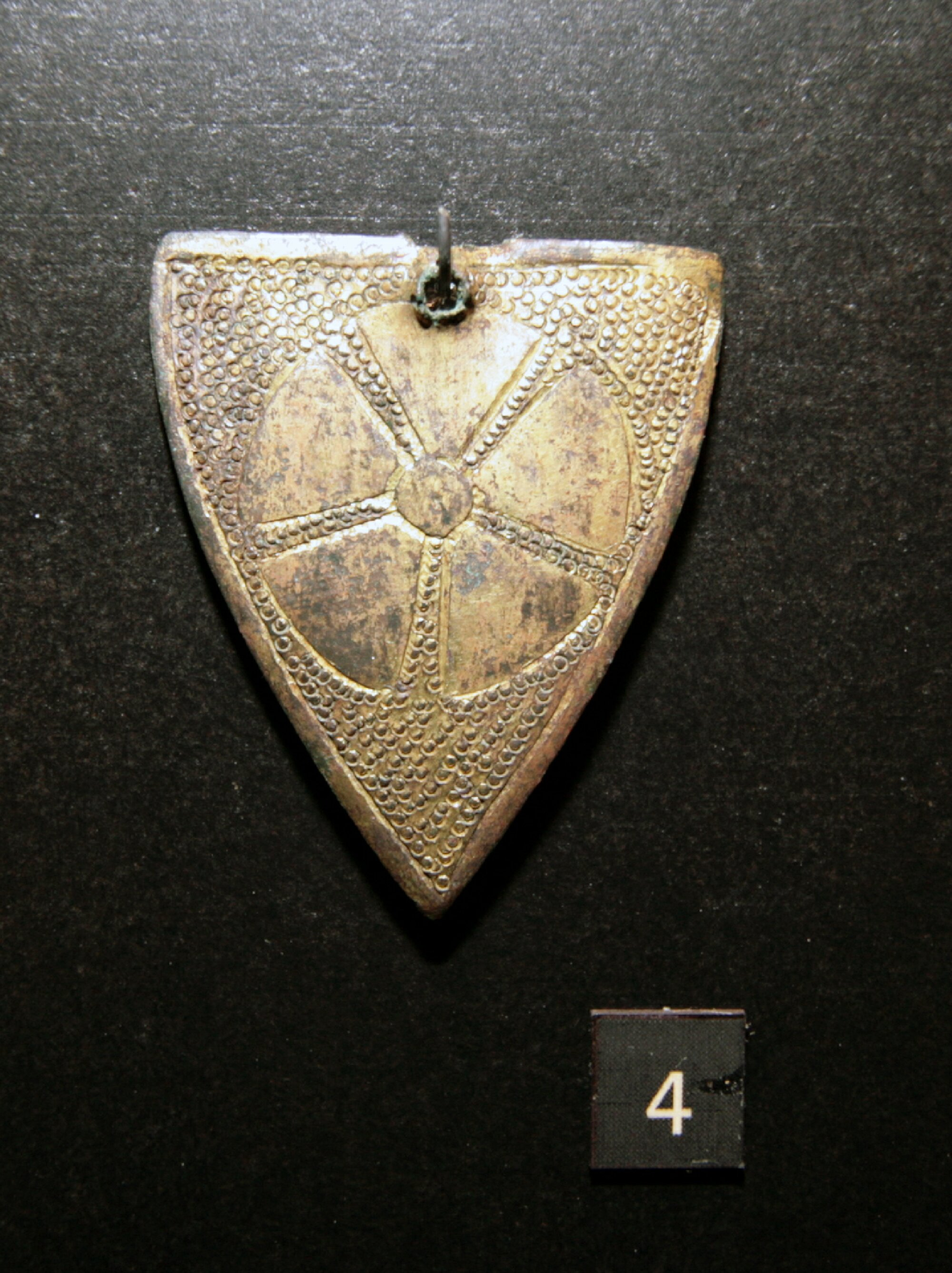
Buntmetallplatte von der Ruine der Peperburg im Museum der Stadt Lennestadt

Im Jahr 1454 geben die Brüder Wilhelm und Herman van Hundem gt. Pepersecke der Katharine, Tochter des Herman, bei ihrer Heirat mit Johan van Bonslede alle ihre Lehen zum Brautschatz, nämlich den Hof zu Altenhundem, das Gut zu Hofolpe, das Gütchen zu Vore „bey der bruggen dat Ploichysern is, den lutgen Kuberge, den dey Heyschoten empfangen hat, die Stede des Hans Saut zu Hundem“, ein Gut zum Heimersberge, wo Johannes Man von Snellenberg…, ein Gut zu Altenhundem, wo Hesek wohnt, ein Gut zu Overen Melbecke, das Johan van der Broike empfangen, den Hof zu Dypenbeke, den Ernst und Herman van Snellenberg empfangen haben, und noch ein Gut zu Dypenbeke, das Hennecke van Hanxleden empfangen soll. Grund war, dass die laut Ehevertrag vereinbarte Aussteuer der Katharina nicht vollzogen werden konnte.

### 16. und 17. Jahrhundert
Die Eigentumsrechte des Bamenohler Kotten gingen von den Pepersäcken über an die von Plettenberg und an die Vögte von Elspe. 1694 heißt es in der Delineatio des Caspar Christian Vogt von Elspe, Herr zu Siedlinghausen und Brunscapell, von der Peperburg: olim sed. dom. de Pepersack, diruta (einst Wohnsitz der Pepersäcke, jetzt dem Erdboden gleich).

## Archäologischer Befund

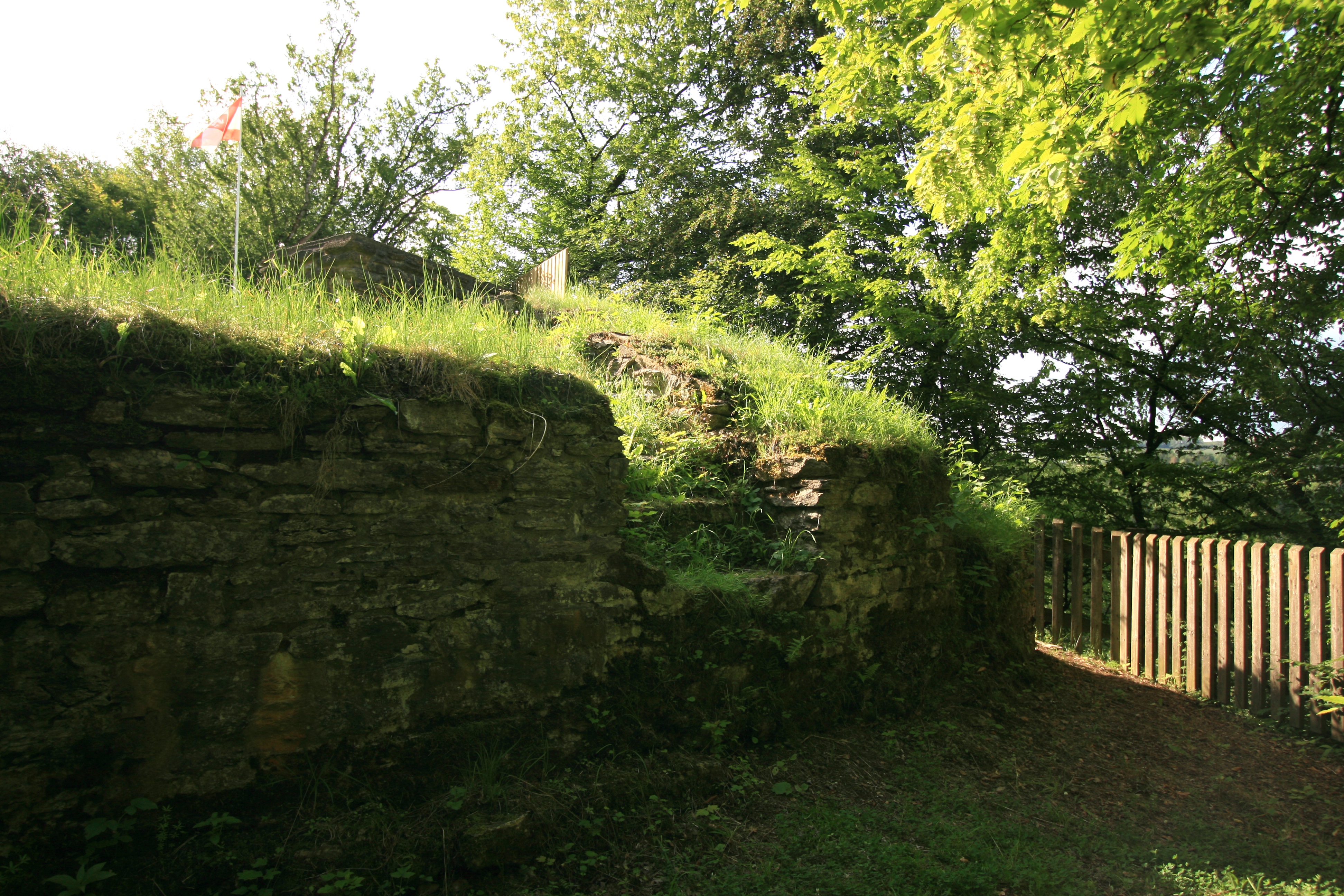
Im Mauerwerk eingearbeitete Treppe

Wie aus den Grabungsberichten der Archäologen hervorgeht, besteht die Burgruine aus mindestens vier Bauphasen mit teilweise gut erkennbaren Brandbildern. Das bedeutet, dass die Burg mehrmals zerstört und wieder aufgebaut wurde.
Die ehemalige Kernburg ist, wie die archäologischen Ausgrabungen gezeigt haben, nur noch zu einem Drittel erhalten. Die verbliebenen Mauer- und Gebäudereste sind vermutlich der jüngsten Ausbauphase zuzurechnen. Alle Bauteile und Gebäude wie Mauern und Türme sind mehrfach um- und überbaut worden. Der freistehende noch im Mauerwerk erkennbare Turm ist vermutlich nicht der Bergfried gewesen und in die Mitte des 12. Jahrhunderts einzuordnen. Der älteste Burgbereich ist wohl den Steinbrucharbeiten des 19. Jahrhunderts zum Opfer gefallen. Die Nutzung des erhaltenen Teils der Kernburg konnte anhand von Keramikauswertungen bis in das letzte Viertel des 13. Jahrhunderts wahrscheinlich gemacht werden. Der archäologische Befund der obersten Schicht des erhaltenen Teils der Peperburg lässt vermuten, dass diese ohne vorangegangene Zerstörung verlassen worden ist.
Die ergrabenen Mauern wurden befestigt, teilweise ergänzt und in dem Zustand belassen, auch wenn damit Mauern nebeneinander erscheinen, die ursprünglich nicht zur gleichen Zeit existierten.